# Living with Michael Jackson
Living with Michael Jackson es un documental de Granada Television, en el cual el periodista británico Martin Bashir entrevistó a Michael Jackson durante un lapso de ocho meses, desde mayo de 2002 hasta enero de 2003. Se presentó primero en el Reino Unido en ITV (como un especial de Tonight) el 3 de febrero de 2003, y en Estados Unidos tres días después por ABC, presentado por Barbara Walters.
Martin Bashir presentó la propuesta de Jackson como una manera de mostrar al mundo la verdad sobre él. La decisión de Jackson de hacer el documental fue hecha en una sugerencia de su íntimo amigo Uri Geller.[cita requerida]
El reportaje obtuvo una réplica poco tiempo después llamada "Living with Michael Jackson, Take two" ("la revancha"), donde se daban a conocer las escenas completas grabadas con las cámaras del propio Jackson al mismo tiempo que las de Bashir. Además, este reportaje incluye, entre otros, los testimonios de la exmujer de Jackson, Debbie Rowe, y de Karen Faye, su maquilladora de toda la vida. Tras haber rechazado entrevistas millonarias, todos participaron en este documental sin cobrar.[cita requerida]